# Mongu
Mongu es una población capital del distrito homónimo y de la provincia Occidental (Zambia). Asimismo es la residencia del jebe barotse o lozi, y se la considera la capital de la región histórica de Barotselandia. Está situada sobre un pequeño promontorio a unos 30 kilómetros del río Zambeze. En el año 2000 se censaron 44 310 habitantes.